# Заветът на инката
„Заветът на инката“ е игрален филм (уестърн, приключенски), копродукция на ФРГ, България, Италия, Испания и Перу от 1966 година на режисьора Георг Маришка, по сценарий на Винфред Грот. Оператори са Зигфрид Холд и Хуан Марине. Музиката във филма е композирана от Анджело Франческо Лаванино.

## Актьорски състав
- Гай Медисън – Ягуар/Карл Хансен
- Рик Баталя – Антонио Перильо
- Уилям Ротлайн – Хаукарапора
- Гуела Нуни – Грациела
- Любомир Димитров – Ел Бразо Валиенте
- Богомил Симеонов – Гросо
- Иван Стефанов
- Ганчо Ганчев - майор Верано